# Les Auge
Les Auge (Saint Paul, Minnesota, 1953. május 16. – 2002. szeptember 20.) profi     amerikai jégkorongozó.

## Karrierje
Komolyabb karrierjét a Minnesotai Egyetemen kezdte 1971-ben, és 1975-ig játszott az egyetemi csapatban. 1975-ben előbb az AHL-es Rochester Americansba, majd az IHL-es Dayton Gems csapatába került. A következő idényben a Gemsben játszott, majd szezon közben visszakerült az Americanshoz. 1977-es szezont az AHL-es Hershey Bearsben kezdte, de csak két mérkőzésen játszott, majd leküldték az IHL-es Port Huron Flagsbe. A következő idényt a CHL-es Oklahoma City Starsban játszotta, majd szerepelt az 1979-es jégkorong-világbajnokságon. 1979–1980-ban szintén szerepelt a válogatott színeiben, majd játszott a Hershey Bearsben és a CHL-es Fort Worth Texans. 1980–1981-ben végre felhívták az NHL-be a Colorado Rockies csapatába, ahol hat mérkőzésen szerepelt, majd leküldték a Fort Worth Texansba. 1982-ben vonult vissza a Fort Worth Texansból. 2002. szeptember 20-án egy szívműtét után fellépő komplikáció miatt életét vesztette.

## Díjai
- NCAA Bajnoki All-Tournament Csapat: 1974
- WCHA Második All-Star Csapat: 1975
- NCAA Nyugati Első All-American Csapat: 1975